# 신후지와라역
신후지와라역(일본어: 新藤原駅)은 일본 도치기현 닛코시에 있는 야간 철도와 도부 철도의 역이다. 도부 기누가와 선의 역 번호는 TN 58이다.
도부 철도 및 대규모 사철의 역 중에서는 가장 북쪽에 위치한다.

## 개요
도부 철도 기누가와 선과 야간 철도 아이즈키누가와 선의 2노선이 지나는 역으로, 두 회사의 경계역이다. 야간 철도의 관리역이다.
도부의 특급은 2역 앞의 기누가와온센 역에서 회송 열차가 대부분으로, 본 역까지 운행되는 열차도 2017년 4월 21일부터 운전을 시작한 특급 "리버티 아이즈"를 포함한 대부분이 야간 철도선의 방면으로 직통 운행(특급은 상행 2편성만 신후지와라 시발)이다. 이 때문에 2개의 경계역이지만, 중간역으로서의 성격이 강하다. 다만, 도부 기누가와 선은 4량 편성 야간 철도 아이즈 기누가와 선은 2량 편성이 원칙인 것 때문에 본 역에서 연결 및 분리가 이루어진다.
PASMO(Suica 등의 전국 공통 교통계 IC카드 포함) 대응 간이 IC카드 개찰기가 설치되어 있다. PASMO・Suica등으로 입장하고 야간 철도선에 계속 승차한 경우에는 차내 또는 도착역에서 차액을 현금으로 계산한 뒤에 대응하는 역에서 출전 처리를 하게 된다.
합병 전의 후지와라 정 및 지명 주소는 "ふじはら"으로, 역명과 다르다.

## 역사
- 1919년 12월 28일: 시모노 궤도 후지와라역으로 개업.
- 1921년 6월 6일: 시모노 궤도가 하야 전기 철도로 개명되어, 시모 전기 궤도의 역이 됨.
- 1922년 3월 19일: 현재 위치로 이전하여 신후지와라역으로 역명 변경.
- 1943년 5월 1일: 도부 철도가 하야 전기 철도를 매수하여 도부 철도의 역이 됨.
- 1986년 10월 9일: 아이즈 기누가와 선의 개통으로, 역의 관리가 도부 철도에서 야간 철도에 이관됨.
- 2012년 3월 17일: 도부 철도의 역에 TN 57의 역 번호 도입.
- 2017년 4월 21일: 도부 월드 스퀘어 역의 개통에 앞서 역 번호를 TN 58로 변경.

## 역 구조
섬식 승강장 2면 3선의 지상역이다. 역사는 선로의 서쪽에 있고, 1,2번 승강장과 직결된다. 1번 승강장은 역사 쪽에 차막이가 있어 당역 시발의 특급 "키누"는 이 승강장에서 발차한다. 단, 특급에 대하여 현행 다이어에서는 상행 2개만 설정되어 있고, 하행 당역 정차 열차는 설정되지 않았다. 역사와 3,4번 승강장은 구내 건널목에서 연결된다. 2,3번 승강장은 동일한 선로를 공유한다. 시모이마이치 방향에 당역에서 증편을 체결하는 차량을 유치하고, 유치선이 2선 존재한다(4번 선만 직접 유치선으로 이어진다).

### 승강장
| 번호                           | 노선                                                                  | 행선                                                                                    |
| ------------------------------ | --------------------------------------------------------------------- | --------------------------------------------------------------------------------------- |
| 1                              | 기누가와 선                                                           | 시모이마이치・ 도부 스카이트리 라인 가스카베・기타센주・ 도쿄 스카이트리・아사쿠사 방면 |
| 2・3・4                        | 기누가와 선                                                           | 시모이마이치・ 도부 스카이트리 라인 가스카베・기타센주・ 도쿄 스카이트리・아사쿠사 방면 |
| ■ 야간 철도 아이즈 기누가와 선 | 아이즈코겐오제구치・■ 아이즈 철도선 아이즈타지마・아이즈와카마쓰 방면 |                                                                                         |

- 본 역에 정차하는 특급 열차의 설정은 없다.

## 역 주변
닛코 시청 후지와라 종합 지소(옛, 후지와라 정사무소)는 기누가와온센 역과 가깝다.
- 기누강
- 국도 제121호선
- 신후지와라 간이 우체국
- 야간 철도 본사

## 사진

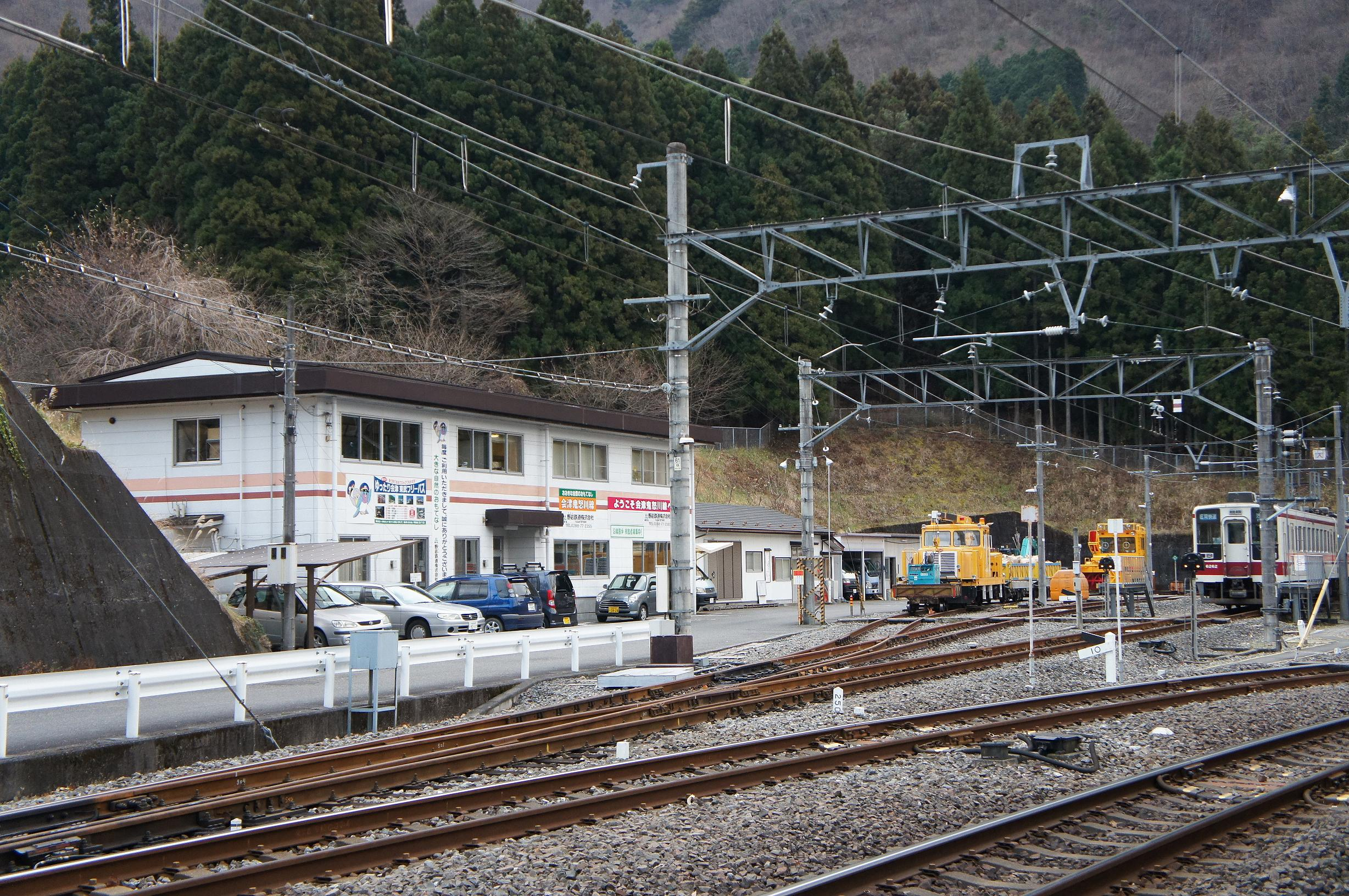
역 구내 유치선

## 인접역
| 도부 철도 기누가와 선 야간 철도 ■ 아이즈키누가와 선    | 도부 철도 기누가와 선 야간 철도 ■ 아이즈키누가와 선 | 도부 철도 기누가와 선 야간 철도 ■ 아이즈키누가와 선 |
| ------------------------------------------------------ | --------------------------------------------------- | --------------------------------------------------- |
| TN 57 기누가와코엔(도부 기누가와 선) 시모이마이치 방면 | □ 쾌속 "AIZU 마운트 익스프레스" ■ 보통              | 류오쿄(아이즈키누가와 선) 아이즈코겐오제구치 방면   |
| TN 57 기누가와코엔(도부 기누가와 선) 시모이마이치 방면 | ■ 구간 급행                                         | 시·종착역                                           |